# Vismarkt (Zaltbommel)
De Vismarkt is een straat in de stad Zaltbommel in de Nederlandse provincie Gelderland. De straat loopt vanaf de Kerkstraat tot de Oude Vischmarkt, Korte Strikstraat en de Koningsstraat die in het verlengde van deze straat ligt. Aan de Vismarkt bevinden zich paar panden met de status van rijksmonument alsook de Vishal. De Vismarkt is ongeveer 40 meter lang.

## Fotogalerij

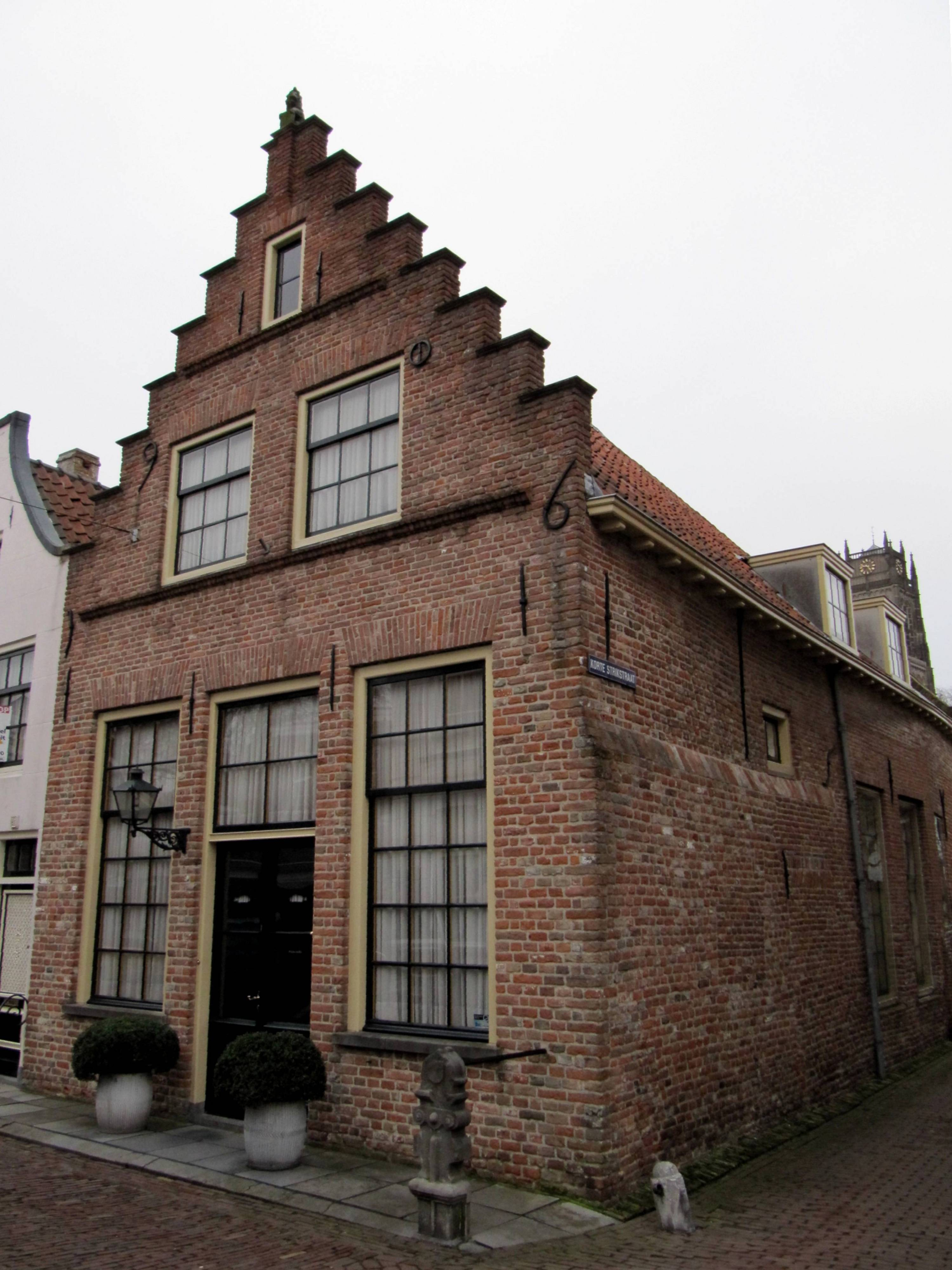
Vismarkt 2 hoek Kortestrikstraat (rijksmonument)
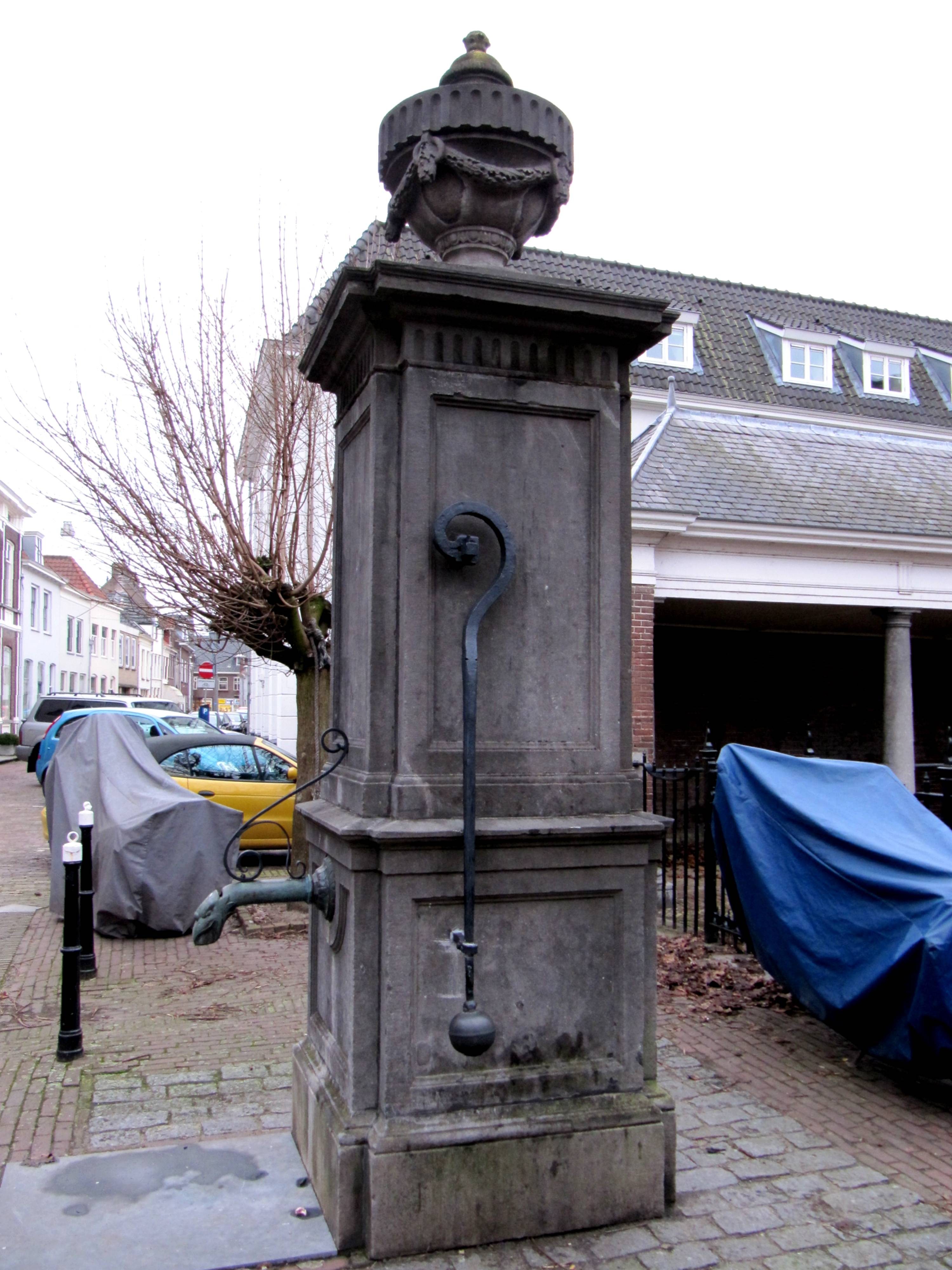
Stenenwaterpomp 18e eeuw aan de Vismarkt (rijksmonument)

Boschstraat ·
De Virieusingel ·
Gamerschestraat ·
Gasthuisstraat ·
Kerkplein ·
Kerkstraat · 
Korte Steigerstraat ·
Korte Strikstraat ·
Lange Steigerstraat · 
Markt ·
Nieuwstraat ·
Nonnenstraat ·
Oliemolen ·
Oliestraat ·
Steenweg ·
Tolstraat · 
Vismarkt · 
Waalkade · 
Waterstraat · 
Zandstraat